# 4583 Lugo
4583 Lugo је астероид главног астероидног појаса чија средња удаљеност од Сунца износи 2,353 астрономских јединица (АЈ).
Апсолутна магнитуда астероида је 13,2.